# Gastronomía de Guayaquil
En la ciudad de Guayaquil es posible encontrar restaurantes de comida típica, internacional y especializada en diferentes lugares de la ciudad. Uno de los principales sectores culinarios de la ciudad es el barrio Urdesa, lugar donde se puede encontrar tanto restaurantes nacionales como extranjeros.

## Platos típicos

### Arroz con menestra y carne
El arroz con menestra y carne es considerado una tradición de la ciudad. Existen múltiples formas de prepararlo, ya sea con frejoles, lenteja o garbanzos y carne, chuletas o pollo; sin embargo la forma tradicional tiene carne asada y frejoles canarios.
En la antigüedad era conocido como sota, caballo y rey, por las cartas de la baraja española. Entre sus platos precursores existía uno parecido que llevaba garbanzos, preparado en el siglo XVI por los colonizadores españoles. Fue también en este siglo que se introdujo el ganado vacuno al país.

### Caldo de salchicha
El caldo de salchicha, también llamado caldo de manguera, es una sopa cuyo principal ingrediente son las vísceras del cerdo. También lleva en su preparación sangre de cerdo, cebolla, pimiento, arroz, ajo, orégano, culantro y hierba buena.
Esta sopa se popularizó alrededor de 1950, años en que las amas de casa de la ciudad solían llevársela a los bomberos durante las fiestas de independencia de Guayaquil.

### Cangrejos
Uno de los platos más populares y tradicionales de la ciudad son los cangrejos, específicamente de la especie Ucides occidentalis. Entre los ingredientes que se usan para prepararlos están cebolla, cilantro, comino, orégano, pimienta y ajo.
El consumo de cangrejos en el área del Golfo de Guayaquil data de hace más de 9000 años, por parte de los aborígenes de las culturas Las Vegas y Sichos. Sin embargo la instauración del cangrejo como plato tradicional de Guayaquil no se dio hasta la década de 1950.
Hoy en día los restaurantes de cangrejos, conocidos localmente como cangrejales, pueden hallarse en cada sector de la ciudad. La venta y distribución de los cangrejos se centraliza en el Mercado Caraguay, ubicado al sur de la ciudad, lugar donde son llevados los animales capturados en las faenas de recolección. Desde el 2009 se realiza cada año el Festival de Cangrejo del Litoral, el mismo que reúne a miles de personas dedicadas a la captura y venta de cangrejos y que tiene como objetivo mostrar a la población el proceso de búsqueda y recolección de dichos crustáceos.

### Encebollado

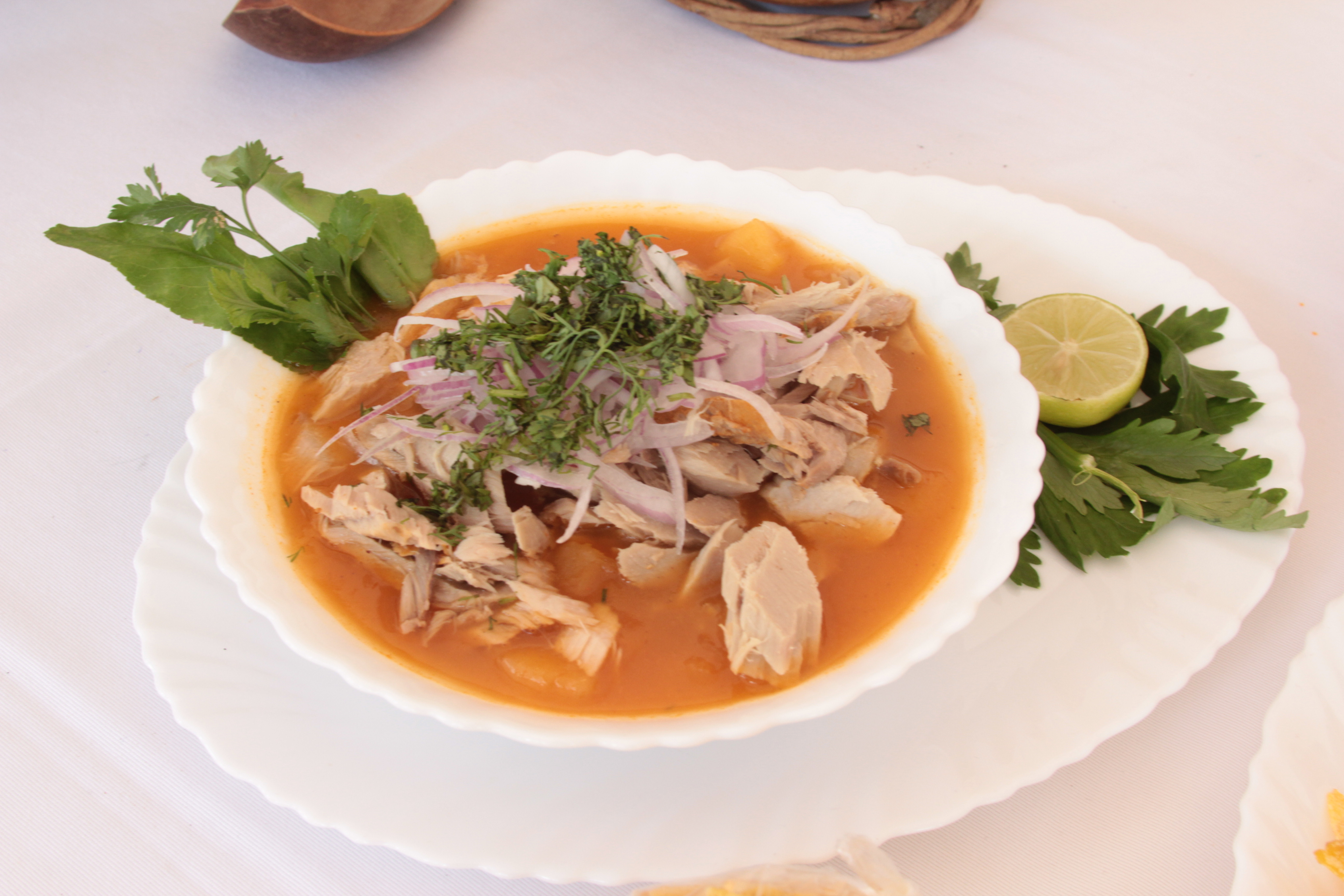
Plato de encebollado.

El encebollado es un plato típico de la Costa de Ecuador, y sobre todo de Guayaquil, hecho a base de pescado y yuca. A más de estos dos ingredientes se lo prepara con tomate, apio, perejil, cebolla, ají, pimiento, comino y ajo. Para el pescado se usa atún o albacora.
Los orígenes de este plato se remontan aproximadamente a los años 3,500 A.C., tiempo en que los aborígenes de la cultura Valdivia consumían pescado cocinado en rudimentarias ollas. En la época de la conquista española, se vendía una especie de sopa de pescado a los estibadores y pescadores de Guayaquil.
La costumbre de consumir encebollado en las mañanas nació años antes de la década de 1940, época en que llegaron a Guayaquil las primeras refrigeradoras, pues la costumbre inició al no contar los habitantes de la ciudad con medios para refrigerar el pescado.

## Bebidas
- La chicha resbaladera es una bebida tradicional de la ciudad hecha a base de arroz con helado.[16][17]